# 殊勲章 (イスラエル)
殊勲章(しゅくんしょう、英語: Medal of Distinguished Service、ヘブライ語: עיטור המופת)は、イスラエルの軍事勲章の1つである。
武勇記章、勇気記章に続く同国第3位の軍事勲章である。

## 概要
殊勲章は、1970年にクネセトの議決で制定された勲章で、1970年以前の功績に対しても授与される事がある。軍の任務の中で優れた功績を残した者に授与される。
これまでに総計601回の授与が行われており、最後の授与は2015年である。このうち5人の受賞者には殊勲章が2回授与されている。
2005年には個人ではなく、ギヴァティ歩兵旅団の偵察大隊 "シュアレイ・シムション"に対して授与された。

## デザイン
ダン・ライジンガーによりデザインされており、円形のベース上に剣とオリーブの小枝が並んだ形となっている。

## 著名な受賞者
- ダン・ショムロン - 第13代イスラエル国防軍参謀総長。1956年の第二次中東戦争で空挺部隊指揮官として最初にスエズ運河に到達した功績により授与された。
- エフード・バラック - 第14代イスラエル首相。特殊部隊サイェレット・マトカルに所属し、ミュンヘンオリンピック事件の報復作戦でPLOの幹部3名をベイルートで暗殺した功績により授与された。
- ギオラ・エプスタイン - イスラエル空軍で最高（17機）撃墜の記録を持つエース・パイロットで、複数の飛行隊の隊長も歴任。
- ヨナタン・ネタニヤフ - イスラエル首相ベンヤミン・ネタニヤフの兄で、特殊部隊サイェレット・マトカルに所属。エンテベ空港奇襲作戦に参加し唯一の戦死者となった。
- アミル・ナフミ - イスラエル空軍で14機撃墜の記録を持つエース・パイロット。2機のF-4でエジプト空軍機28機を迎撃しこのうち7機を撃墜したオフィラの空戦（英語版）の戦功により授与された。